# Distribució binomial negativa estesa
En probabilitat i estadística, la distribució binomial negativa estesa és una distribució de probabilitat discreta que amplia la distribució binomial negativa. Es tracta d'una versió truncada de la distribució binomial negativa per a la qual s'han estudiat mètodes d'estimació.
Una variable aleatòria X de la distribució binomial negativa estesa de paràmetres m, r i p s'escriurà : {\displaystyle X\sim \mathrm {ExtNegBin} (m,r,p)}.
En el context de la ciència actuarial, la distribució apareix en la seva forma general en un document de K. Hess, A. Liewald i K.D. Schmidt, on els autors caracteritzen les distribucions mitjançant l'extensió de la iteració de Panjer. Per al cas m = 1, la distribució ja va ser discutida per Willmot i es va posar en una família parametritzada amb la distribució logarítmica i la distribució binomial negativa per H.U. Gerber.

## Funció de massa de probabilitat
Per un nombre natural m ≥ 1 i els paràmetres reals p, r amb 0 < p ≤ 1 i –m < r < –m + 1, funció de massa de probabilitat de la distribució ExtNegBin(m, r, p) està donada per
{\displaystyle f(k;m,r,p)=0\qquad {\text{ per a }}k\in \{0,1,\ldots ,m-1\}}
i
{\displaystyle f(k;m,r,p)={\frac {{k+r-1 \choose k}p^{k}}{(1-p)^{-r}-\sum _{j=0}^{m-1}{j+r-1 \choose j}p^{j}}}\quad {\text{per }}k\in {\mathbb {N} }{\text{ amb }}k\geq m,}
on
{\displaystyle {k+r-1 \choose k}={\frac {\Gamma (k+r)}{k!\,\Gamma (r)}}=(-1)^{k}\,{-r \choose k}\qquad \qquad (1)}
és el coeficient binomial (generalitzat) i Γ és la funció gamma.

## Funció generadora de probabilitat
Usant f ( . ; m, r, ps) per a s ∈(0, 1] és també una funció de massa de probabilitat, on es dedueix que la funció generadora de probabilitat ve donada per
{\displaystyle {\begin{aligned}\varphi (s)&=\sum _{k=m}^{\infty }f(k;m,r,p)s^{k}\\&={\frac {(1-ps)^{-r}-\sum _{j=0}^{m-1}{\binom {j+r-1}{j}}(ps)^{j}}{(1-p)^{-r}-\sum _{j=0}^{m-1}{\binom {j+r-1}{j}}p^{j}}}\qquad {\text{per }}|s|\leq {\frac {1}{p}}.\end{aligned}}}
Pel cas important m = 1, per tant r ∈(–1, 0), es pot simplificar en
{\displaystyle \varphi (s)={\frac {1-(1-ps)^{-r}}{1-(1-p)^{-r}}}\qquad {\text{per }}|s|\leq {\frac {1}{p}}.}